# Satellit
Pour les articles homonymes, voir Satellite.
Chansons représentant la Suède au Concours Eurovision de la chanson
Det blir alltid värre framåt natten
(1978) Just nu!
(1980)
Satellit (en français Satellite) est la chanson représentant la Suède au Concours Eurovision de la chanson 1979. Elle est interprétée par Ted Gärdestad.

## Production
Lors d'une session d'enregistrement à Los Angeles, pour l'album studio de Gärdestad en 1978, Blue Virgin Isles, quatre des membres du groupe Toto, Jeff Porcaro, Steve Porcaro, David Hungate et Steve Lukather sont présents à la session lorsque Janne Schaffer entend le quatuor expérimenter des riffs qui évolueront vers Hold the Line. Schaffer est inspirée par la session, qui conduit à son arrangement pour la chanson Satellit de Gärdestad. En raison des similitudes perçues entre Satellit et Hold the Line, la chanson de Gärdestad provoque des différends sur la qualification pour le Concours Eurovision de la chanson. En février 1979, lors d'une interview d’Aftonbladet avec Jeff Porcaro, ce dernier nie l'idée que la chanson de Gärdestad est un plagiat de Hold the Line.
La chanson a d'abord des paroles en anglais qui sont adaptées en suédois pour le Melodifestivalen.
Les versions anglaise et suédoise de Satellit sont enregistrées aux Polar Studios, Stockholm en 1979. La version anglaise du morceau, Satellite, sera incluse dans les éditions ultérieures de l'album, publiée en Europe, en Australasie et au Japon.

## Sélection
Satellit remporte le Melodifestivalen en 1979 le 17 février, grâce à un choix du public parmi dix chansons.

## Eurovision
La chanson est la quinzième de la soirée, suivant Colorado (chanson) interprétée par Xandra pour les Pays-Bas et précédant Oliver interprétée par Anita Skorgan pour la Norvège.
La chanson obtient 8 points et se classe 17e des dix-neuf participants.

### Points attribués à la Grèce
| 12 points | 10 points | 8 points | 7 points         | 6 points  |
| --------- | --------- | -------- | ---------------- | --------- |
|           |           |          |                  | - Irlande |
| 5 points  | 4 points  | 3 points | 2 points         | 1 point   |
|           |           |          | - Grèce - Israël |           |

## Classement des ventes
| Classement (1979) | Position |
| ----------------- | -------- |
| Sverigetopplistan | 10       |